# Wlodek Rabinowicz
Wlodek Rabinowicz właśc. Włodzimierz Rabinowicz, (ur. 14 stycznia 1947 w Warszawie) – filozof pracujący na Uniwersytecie w Lund w Szwecji, zajmujący się kwestiami normatywności, teorii decyzji i etyki, znawca utylitaryzmu. Członek Królewskiej Szwedzkiej Akademii Nauk.

## Życiorys
Należał do Związku Młodzieży Socjalistycznej, z którego został wykluczony w 1967. Studia rozpoczął na Uniwersytecie Warszawskim, ale po wydarzeniach marcowych przeniósł się do Uniwersytetu Uppsalskiego, który ukończył w 1970. Doktorat obronił na tejże uczelni w 1979. Od 1995 pracuje w Lund jako profesor na Wydziale Filozoficznym (Department of Philosophy). Jest członkiem komitetu redakcyjnego czasopisma „Theoria”, a w latach 1996–1999 pełnił obowiązki redaktora naczelnego tego pisma.

## Publikacje
- Universalizability. A study in morals and metaphysics, D.Reidel Publ. Comp., Dordrecht 1979.
- Logic for a Change, Festschrift for Sten Lindström, redakcja, wraz z Svenem Ove Hanssonem, Uppsala Prints and Preprints in Philosophy 1995.
- Preference and Value - Preferentialism in Ethics, redakcja, Studies in Philosophy, Lund 1996.
- Value and Choice – Some Common Themes in Decision Theory and Moral Philosophy, redaktor, Lund Philosophy Reports 2000:1
- Value and Choice – Some Common Themes in Decision Theory and Moral Philosophy, vol. 2, redaktor, Lund Philosophy Reports 2001:1.
- Patterns of Value – Essays on Formal Axiology and Value Analysis, vol. 2, redaktor, wraz z Toni Rønnow-Rasmussenem, Lund Philosophy Reports 2004:1,